# A Lenda
"A Lenda" é uma canção gravada pela dupla pop brasileira Sandy & Junior, lançada como primeiro single do álbum Quatro Estações: O Show (2000). A faixa foi composta pelos membros da banda Roupa Nova: Kiko, Ricardo Feghali e Nando. Numa análise à carreira da dupla, o G1 descreveu a canção como "o tradicional pop brasileiro super romântico."
A canção faz parte do segundo álbum ao vivo da dupla, Quatro Estações: O Show, sendo uma das três canções inéditas gravadas também em estúdio presentes no álbum. A faixa  ainda ganhou versões em espanhol ("La Leyenda") e inglês ("The Moon and The Deep Sea"), presentes no álbum duplo Ao Vivo no Maracanã (2002). Seu videoclipe foi indicado e venceu na categoria de Melhor Videoclipe no Prêmio Multishow de Música Brasileira, ganhando também o prêmio de Videoclipe Favorito nos Meus Prêmios Nick. Também foi indicado ao MTV Video Music Brasil.
"A Lenda" se tornou um dos singles mais exitosos da carreira da dupla e apareceu entre as faixas mais executadas nas rádios brasileiras em 2000.
A faixa foi relançada numa versão acústica como single do último álbum da dupla, Acústico MTV (2007). Esta versão foi certificada com platina pela PMB, devido aos mais de 100 mil downloads pagos.

## Uso na mídia
Em 2018, o serviço de streaming Spotify veiculou no Brasil um comercial onde "A Lenda" serviu de tema musical, com o intuito de promover a versão gratuita do aplicativo.

## Videoclipe
O G1 descreveu o vídeo de "A Lenda" como uma "superprodução com efeitos visuais", com "vento na cara da Sandy diva, e Junior ainda mais guitar hero." O site da colunista de moda Lilian Pacce chamou o figurino de Sandy no videoclipe de "esvoaçante, bem minimal."

### Prêmios e indicações
| Ano  | Prêmio                 | Categoria            | Resultado |
| ---- | ---------------------- | -------------------- | --------- |
| 2001 | Meus Prêmios Nick      | Videoclipe Favorito  | Venceu    |
| 2001 | MTV Video Music Brasil | Escolha da Audiência | Indicado  |
| 2001 | Prêmio Multishow       | Melhor Clipe         | Venceu    |